# Anopheles griveaudi
Anopheles griveaudi este o specie de țânțari din genul Anopheles, descrisă de Alexis Grjebine în anul 1960.
Este endemică în Madagascar. Conform Catalogue of Life specia Anopheles griveaudi nu are subspecii cunoscute.